# Adolphe Hug
Adolphe Hug (Zurique, 23 de setembro de 1923 - 24 de setembro de 2006) foi um futebolista suíço que atuava como goleiro.

## Carreira
Adolphe Hug fez parte do elenco da Seleção Suíça de Futebol, na Copa do Mundo de 1950 no Brasil.